# Agrostis oreophila
Agrostis oreophila é uma espécie de gramínea do gênero Agrostis, pertencente à família Poaceae.